# Graal-Müritz (przystanek kolejowy)
Graal-Müritz (niem. Bahnhof Graal-Müritz) – przystanek kolejowy w Graal-Müritz, w kraju związkowym Meklemburgia-Pomorze Przednie, w Niemczech. Początkowo była to stacja kolejowa, która została wybudowana w 1925 około 300 metrów dalej na wschód. Obecny przystanek powstał w 2004 i jest punktem końcowym linii Rövershagen – Graal-Müritz. Według DB Station&Service ma kategorię 6.

## Linie kolejowe
- Linia Rövershagen – Graal-Müritz